# Leonzio di Gerusalemme
Leonzio di Gerusalemme (fl. VI secolo) è stato un teologo bizantino cristiano vissuto nel VI secolo.
Leonzio di Gerusalemme è uno degli autori associati ad un corpus di scritti univocamente firmati col nome latino di Leontius. Il suo nome fu confuso per secoli con quello di Leonzio di Bisanzio, generando problemi di attribuzione della paternità delle opere che rimasero irrisolti per lungo tempo.
Secondo gli studi di Krausmüller e Carlo Dell'Osso, Leonzio di Gerusalemme visse fra il VI e il VII secolo.

## Identificazione dell'autore
Nel 1887, Friedrich Loofs fu il primo studioso a sostenere che esistesse un unico autore dell'intero Corpus Leontianum.  Questa tesi rimase la più accreditata nel mondo accademico, finché nel 1944 Marcel Richard pubblicò l'articolo intitolato Léonce de Jérusalem et Léonce de Byzance, che reintroduceva la distinzione fra due figure distinte, ma vissute nello stesso periodo, che Loof aveva identificato con una sola persona. Quest'ultima teoria fu condivisa da tutti gli studiosi di Leontius successivi.

## Attribuzione delle opere
Questo articolo rese celebri e influenti le attribuzioni di paternità delle opere proposte da Richard, il quale identificò Leonzio di Gerusalemme come l'autore del Contra Monophysitas e del Contra Nestorianos.

In accordo con la quasi totalità degli storici dell'epoca, Ricard attribuì invece a Leonzio di Bisanzio i tre libri del Contra Nestorianos et Eutychianos, il trattato contro Severo di Antiochia noto come Epilisi, i Triginta capita contra Severum, l'Adversus fraudes Apollinaristarum (contro l'Apollinarismo) e alcune altre opere minori.:231

## Datazione
Dirk Krausmüller e Carlo Dell'Osso datarono l'opera di Leonzio di Gerusalemme a un periodo successivo a quello di Leonzio di Bisanzio:638:232, interrompendo la tesi dello loro coevità che era stata condivisa per decenni dalla generalità degli studiosi.:231
Krausmüller affermò di condividere la datazione del Contra Monophysitas (che Richard aveva attribuito a Leonzio di Gerusalemme) tra gli anni 568 e 680, o tra il 580 e il 640, aggiungendo di ritenere corrette anche le argomentazioni originali prodotte da Loofs a sostegno di quella collocazione temporale.:649
Riguardo invece a Leonzio di Gerusalemme, Krausmüller si basò su ricerche più recenti per poter asserire che egli non visse durante il regno di Giustiniano, come precedentemente supposto, ma in un periodo successivo in quanto il Contra Nestorianos non poteva essere stato composti prima del 614.:656 Dell'Osso riprese i saggi di Krausmüller che descrivono Leonzio di Gerusalemme come un teologo del VII secolo, sviluppando un'analisi comparativa fra le sue opere e quelle di Massimo il Confessore (c. 580-662), che vengono fatti risalire allo stesso periodo storico.:254-256